# Abarema ferruginea

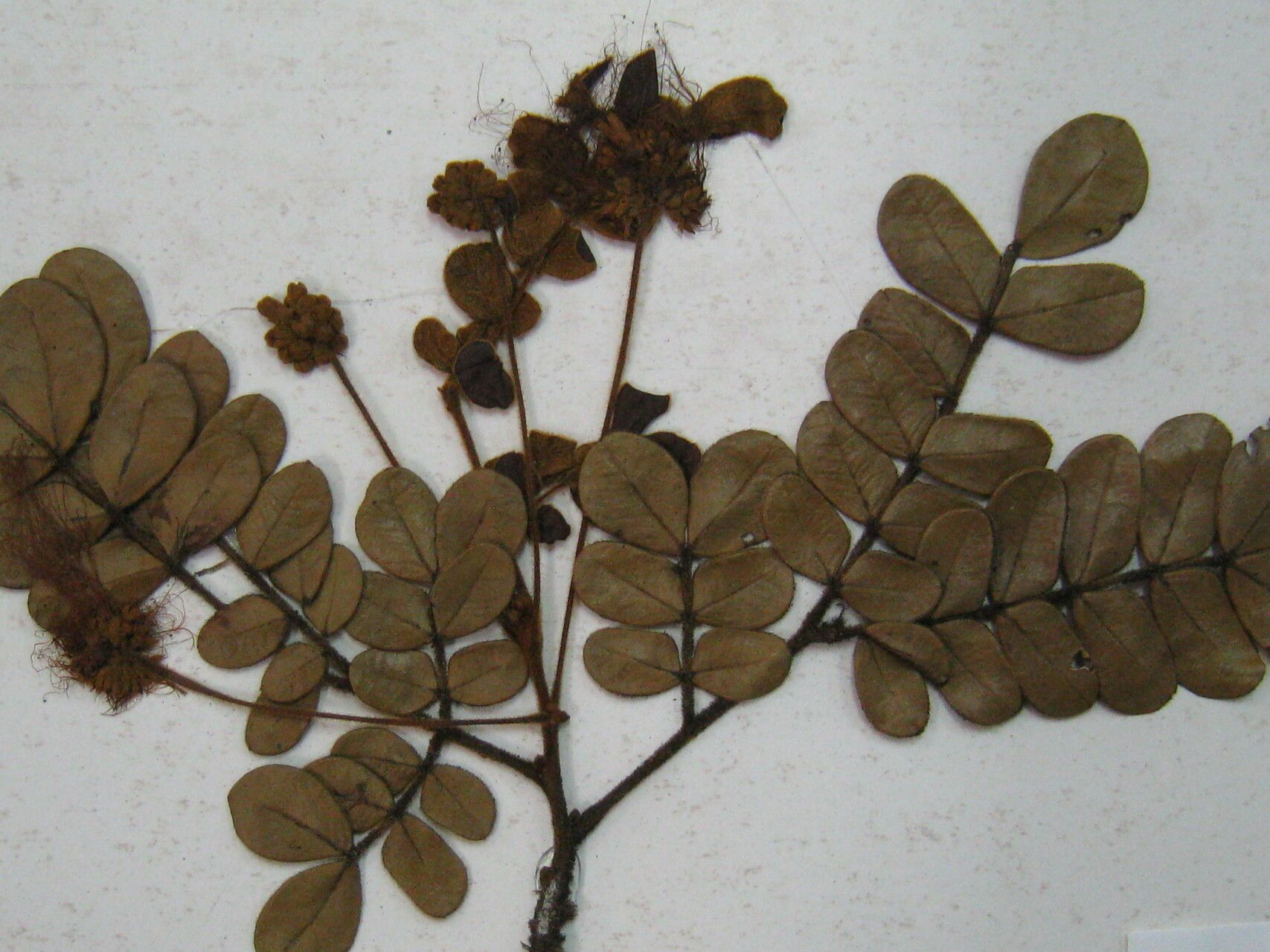

Abarema ferruginea és una espècie de llegum del gènere Abarema de la família Fabaceae.